# 阿蘇 (空母)
阿蘇（あそ）は日本海軍の未成航空母艦。雲龍型航空母艦の5番艦。

## 概要
艦名は九州の阿蘇山による。艦名は装甲巡洋艦の「阿蘇」に次いで2番目。他の候補艦名は身延。終戦直前、特攻兵器の標的艦となった。

## 艦歴
1942年（昭和17年）度策定の改⑤計画により第5006号艦として計画された。主機の生産が間に合わず、「葛城」と同様に駆逐艦用の主機を2組搭載した。そのため出力は104,000馬力、速力は32ノット（雲龍は152,000馬力、34ノット）に低下する計画だった。
1943年（昭和18年）6月8日、本艦は呉海軍工廠で起工。
1944年（昭和19年）9月5日に「阿蘇」と命名、雲龍型の5番艦とし、本籍は呉鎮守府と仮定された。同年11月1日に進水、同日附で呉鎮守府籍。だが11月9日に進捗率60%、上部構造未着手の状態で工事は中止された。
1945年（昭和20年）5月20日、大本営は海軍省軍務局長・海軍航空本部・海軍艦政本部両総務部長に対し、現用特攻機の威力不足を指摘した上で「画期的威力増大のため至急研究実現に努力されたし」と要望、その概要を示した。これにより、新型爆弾の実験を実際の大型艦で行うことになった。当初、軍令部は伊勢型戦艦2隻（伊勢、日向）のどちらかを標的艦とする予定だったが、諸事情により未完成中型空母「阿蘇」を使用することになる。当時の「阿蘇」は1万トン程度の排水量しかなかったという。
その後、二度にわたりＶ頭部魚雷、頭部Ｖ爆弾（炸裂威力増大のため、内部に特別の加工を施した爆弾。桜花搭載用）、通常爆弾、陸軍考案の「桜弾」の各種爆発実験が「阿蘇」を対象にして実施された。呉海軍工廠の妹尾知之工廠長の指揮下で行われた実験のうち、有名なものが倉橋島大迫特殊潜航艇基地沖において成形火薬を利用した日本陸軍の体当たり爆弾桜弾（さくら弾）の実験である。実験は「阿蘇」艦尾部に櫓を設置して桜弾を設置（飛行甲板の高さ）、爆発させるという手順で実施された。本実験については知識を欠いた用兵者の思いつきと暴走とする批判もある。
結果は、モンロー効果により爆風は上甲板・中甲板・下甲板・艦底を貫通したが、浸水区画は限定的（浸水量150トン）であった。「阿蘇」は5度傾斜したのみで沈没には至らず、その後次第に浸水し着底。このときの様子を記録した白黒写真が存在する。着底は7月24日の米艦載機の爆弾によるものとする説もある。
戦後、「阿蘇」は1946年（昭和21年）12月20日浮揚、翌21日から播磨造船呉船渠（旧呉海軍工廠）で解体が開始され1947年（昭和22年）4月26日に解体を完了した。

## 年表
- 1943年（昭和18年）6月8日 - 呉海軍工廠にて起工。
- 1944年（昭和19年）11月1日 - 進水。
  - 11月9日に工事中止、工事進捗率60％。その後倉橋島に係留。
- 1945年（昭和20年）7月 - 陸軍が特攻機用に開発した新型爆弾さくら弾の爆発効果実験に使用、倉橋島北東部の奥ノ内沖で浸水により着底したがそのまま放置された。
- 1946年（昭和21年）12月20日 - 浮揚に成功、翌日より播磨造船呉船渠（旧呉海軍工廠）によって解体開始。
- 1947年（昭和22年）4月26日 - 解体終了。

## 同型艦
雲龍 - 天城 [III] - 5002 - 葛城 [II] - 笠置 [II]  - 5005 - 阿蘇 [II]  - 生駒 [II]  - 鞍馬 [II] - 5009 - 5010 - 5011 - 5012 - 5013 - 5014 - 5015